# Zandblauwmot
De zandblauwmot (Homoeosoma nimbella) is een nachtvlinder uit de familie Pyralidae (snuitmotten).

## Herkenning
De zandblauwmot heeft een spanwijdte tussen de 16 en 21 millimeter. Deze soort is zeer makkelijk te verwarren met andere Homoeosoma-soorten en met Phycitodes-soorten (vooral Phycitodes maritima en Phycitodes saxicola). Hij is hiervan te onderscheiden doordat één vleugelader (m2) afwezig is, o zeer zwak aanwezig maar niet gebogen. Bij de andere soorten is deze ader altijd aanwezig en naar buiten gebogen. De vlinders vliegen van mei tot in augustus. De vlinders verstoppen zich overdag; ze vliegen pas 's nachts en komen dan op licht af.

## Waardplant
De waardplant van de zandblauwmot is niet bekend, maar aangenomen wordt dat de soort leeft in de bloemen of vruchten van soorten uit de composietenfamilie.

## Verspreiding
De zandblauwmot is in Nederland een zeer zeldzame soort, die recent alleen in Limburg waargenomen is.